# U (bài hát của Super Junior)
"U" là đĩa đơn chính thức đầu tiên của nhóm nhạc nam Hàn Quốc Super Junior. Đĩa đơn đã đứng đầu trên các bảng xếp hạng doanh số album chỉ sau vài tuần phát hành kể từ ngày 7 tháng 6 năm 2006. "U" đạt vị trí số #1 trên bảng xếp hạng album hàng tháng của MIAK K-pop với tổng cộng 91,416 bản đã được bán ra tính đến 2008. Tất cả số liệu đều được lấy từ Hiệp hội Công nghiệp âm nhạc Hàn Quốc Lưu trữ ngày 8 tháng 5 năm 2008 tại Wayback Machine. Ca khúc đã nhận được tổng cộng 5 giải thưởng trên các chương trình quảng bá, trở thành đĩa đơn thành công nhất của Super Junior trên các bảng xếp hạng cho đến khi "Sorry, Sorry" của album thứ 3 được phát hành vào tháng 3 năm 2009. Quá trình quảng bá cho ca khúc "U" kéo dài cho đến tháng 9 năm 2006. Màn diễn tổng hợp cuối cùng của nhóm có cả bài hát này là vào tháng 8 năm 2007 tại Tokyo, Nhật Bản.
Ngoài phiên bản "U" được phát hành tại Hàn Quốc năm 2006 thì còn có hai phiên bản với ngôn ngữ khác được phát hành, bao gồm phiên bản Tiếng Quan Thoại và phiên bản Tiếng Nhật. Phiên bản sửa đổi đặc biệt tiếng Quan Thoại được phát hành ở Đài Loan vào ngày 15 tháng 6 năm 2007, được coi là bước khởi đầu cho sự tấn công vào thị trường Trung Quốc của Super Junior. Vào ngày 9 tháng 7 năm 2008, đĩa đơn "U/Twins" và một phiên bản sửa đổi giới hạn đặc biệt tiếng Nhật của "U" được phát hành ở Nhật Bản.
Super Junior-M, là nhóm nhỏ chuyên hát Tiếng Quan Thoại của Super Junior, cũng đã phát hành đĩa đơn "U" vào ngày 8 tháng 4 năm 2008, là phiên bản tiếng Quan Thoại thứ hai, và cũng là phiên bản làm lại thứ ba của "U". Trong phiên bản này, lời bài hát đã được đổi khác so với phiên bản tiếng Trung trước đó của Super Junior, vũ đạo cũng được làm lại hoàn toàn mới.

## Giới thiệu
Trước khi phát hành "U", Super Junior đã được coi là một nhóm nhạc dự án mà các thành viên sẽ được thay đổi luân phiên, giống như hình tượng nhóm nhạc nữ Morning Musume của Nhật. Vài thành viên Super Junior thế hệ đầu tiên (tức là 'Super Junior 05') sẽ được thay thế bởi thế hệ thứ hai, 'Super Junior 06', với hậu tố "05" hay "06" là năm của thế hệ Super Junior đó. Tuy nhiên, sau khi thêm vào thành viên thứ 13 Kyuhyun, nhóm dự án đã trở thành một nhóm chính thức với các thành viên là cố định và tên nhóm cũng trở thành Super Junior chứ không có hậu tố 05 hay 06 nữa. "U" là đĩa đơn ra mắt của Kyuhyun.
Phiên bản nhạc số của "U" được tung ra ngày 25 tháng 5 năm 2006 thông qua trang chủ của Super Junior. Phiên bản nhạc số cho ca khúc thứ hai, "Endless Moment", được phát hành 4 ngày sau đó. "U" đã đạt đến hơn 400.000 lượt download trong vòng 5 giờ  trước khi máy chủ bị tê liệt.
Ca khúc do nhạc sĩ người Na Uy Ken Ingwersen và nhạc sĩ người Anh Kevin Simms sản xuất, nhạc sĩ người Hàn Quốc Hwang Sung-je phối khí. Đây là ca khúc thuộc thể loại pop dance với ảnh hưởng của R&B đương đại. Tae Hoon là người cầm bút viết phần lời ca khúc, trong khi phần rap của bài hát do Eunhyuk chắp bút và được chia thành 2 phần: phần đầu do Eunhyuk thể hiện, phần sau là Kibum thể hiện với giọng rap đệm của Donghae.

## Giải thưởng
"U" trở thành một trong những hit lớn nhất của Super Junior, đã giúp nhóm lần đầu tiên giành chiến thắng trên các chương trình quảng bá âm nhạc hàng tuần của Hàn Quốc. Bài hát đã giành được Mutizen Song trên chương trình Inkigayo của đài SBS ngay trong tuần đầu tiên phát hành, mang lại giải thưởng đầu tiên cho Super Junior kể từ khi nhóm ra mắt. Bài hát còn tiếp tục chiến thắng tại Inkigayo trong 3 tuần, và còn nhận thêm hai giải thưởng khác tại M!Countdown của M.NET trong 2 tuần, tổng cộng nhóm đã nhận 5 chiếc cup cho "U". Trước khi kết thúc quảng bá cho bài hát này, Super Junior lại tiếp tục quảng bá đĩa đơn "Dancing Out" được phát hành vào ngày 23 tháng 7 năm 2006, thuộc album thường niên của SM Town có tên 2006 Summer SMTown, và nhận được thêm hai chiến thắng nữa. "U" đã nhận được nhiều ý kiến đánh giá tích cực, giúp Super Junior nhận được 7 giải thưởng tại các lễ trao giải âm nhạc cuối năm 2006 của Hàn Quốc, trong đó có giải Nghệ sĩ mới xuất sắc nhất và Nhóm nhạc được yêu thích nhất.
"U" đạt vị trí số #1 trên bảng xếp hạng album MIAK K-pop, bán được tổng cộng 83,010 bản tính cho đến năm 2007, nhiều hơn so với album ra mắt của nhóm là SuperJunior05 (Twins) trong nửa đầu năm 2007. Phiên bản sửa đổi phát hành tại Đài Loan ra mắt ở vị trí thứ #6 và vươn lên đến vị trí thứ #5 trên Five Music J-pop/K-pop Chart of Taiwan, và vẫn vững vàng trong top 10 suốt 6 tuần.

## Music video
Music video cho "U" tập trung quay những cảnh nhảy của Super Junior. Trong 4 phút của MV, 13 thành viên đã cho thấy nhiều phong cách nhảy khác nhau. Chủ yếu là nhạc Pop, điệu nhảy trượt gối sliding, điệu nhảy lượn sóng waving... giống như những kĩ thuật nhảy đường phố khác của Super Junior. Ngoài ra điệu nhảy tim đập và điệu nhảy đẩy hông cũng được nhóm sử dụng, trở thành điểm nhấn cho vũ đạo của "U", và vẫn được sử dụng trong cả những phiên bản sau này của bài.
Thành viên Yoona của nhóm nhạc nữ cùng công ty Girls' Generation cũng góp mặt trong MV này. Những cảnh ngoài trời của MV được quay tại Làng tiếng Anh thuộc tỉnh Gyeonggi, Hàn Quốc.

## Trên các bảng xếp hạng
| Bảng xếp hạng (2006)   | Vị trí cao nhất |
| ---------------------- | --------------- |
| Chart Korea            | 1               |
| Jukeon Charts          | 1               |
| Dosirak Charts         | 1               |
| Ohdio Charts           | 1               |
| Melon Charts           | 1               |
| Inkigayo Take 7 Charts | 1               |
| M!Countdown Charts     | 1               |

## Danh sách bài hát

### Đĩa đơn "U" tiếng Hàn
1. "U" — 3:45
2. "Endless Moment" — 3:38
3. "Lovely Day" — 3:02

### Đĩa đơn U special edition (EP+DVD), Đài Loan
1. "U" (就是你) [Tiếng Quan Thoại] — 3:45
2. "Dancing Out" — 3:43
3. "U" (就是你) [Tiếng Hàn] — 3:45
4. "Endless Moment" (無盡的時刻) — 3:38
5. "Lovely Day" (美好的一天) — 3:02
6. "U" [Instrumental] — 3:45
7. "Endless Moment" (無盡的時刻) [Instrumental] — 3:45
8. "Lovely Day" (美好的一天) [Instrumental] — 3:45

#### DVD
1. "U" (就是妳) [Music video]
2. "Dancing Out" [Music video]
3. Hậu trường quay Music video cho "U" [Phụ đề tiếng Trung]

## U/TWINS
"U/Twins" là đĩa đơn thứ hai không chính thức của Super Junior. Đĩa đơn được đặc biệt làm ra cho buổi fan-meeting đầu tiên của Super Junior tại Nippon Budokan thuộc Tokyo, Nhật Bản như một cách để chào mừng việc mở cửa trang web tiếng Nhật chính thức của nhóm vào ngày 1 tháng 4 năm 2008. Đĩa đơn được phát hành tại Nhật ngày 9 tháng 7 năm 2008. Nó đã đạt vị trí thứ 4 trong ngày đầu ra mắt tại Oricon Daily Chart, và rơi xuống 4 bậc trong ngày thứ hai. Tuy nhiên, đĩa đơn này cũng đã phá kỉ lục để trở thành đĩa đơn tiếng Hàn đầu tiên lọt được vào top 10 của bảng xếp hạng album tuần trên Oricon.
"U/Twins" là một phiên bản tổng hợp với 4 bài hát, tất cả đều từng là những ca khúc đạt vị trí số 1 của Super Junior ở cả Hàn Quốc và Thái Lan. Trong đĩa đơn còn có cả phiên bản tiếng Nhật của "U", với toàn bộ lời hát là bằng tiếng Nhật chỉ trừ đoạn rap là bằng tiếng Anh. Tuy vậy, nó cũng chỉ là một bonus track trong phiên bản giới hạn của đĩa đơn, được phát hành miễn phí tới những fan tham gia buổi fan-meeting.

### Danh sách bài hát
1. "U"
2. "Twins"
3. "Miracle"
4. "Endless Moment"

* [Limited Bonus Track] "U" [Phiên bản tiếng Nhật]

#### DVD
1. "U" [Music video]
2. Hậu trường quay Music video cho "U" [Phụ đề tiếng Nhật]

### Trên các bảng xếp hạng
| Bảng xếp hạng (2008)        | Vị trí ra mắt | Vị trí cao nhất |
| --------------------------- | ------------- | --------------- |
| Oricon Daily Singles Chart  | 4             | 4               |
| Oricon Weekly Singles Chart | 8             | 8               |

## Thành phần tham gia
- Leeteuk – solo và hát nền
- Heechul – solo, hát nền, rap
- Han Geng – solo, hát nền
- Yesung – solo, hát nền, hát bè, điệp khúc
- Kangin – solo, hát nền
- Shindong – hát nền, rap
- Sungmin – solo, hát nền, điệp khúc
- Eunhyuk – hát nền, rap
- Donghae – solo, hát nền, rap
- Siwon – solo, hát nền
- Ryeowook – solo, hát nền, điệp khúc
- Kibum – hát nền, rap
- Kyuhyun – solo, hát nền, điệp khúc

## Phiên bản của Super Junior-M
"U" là đĩa đơn quảng bá đầu tiên của Super Junior-M, nhóm nhỏ thứ ba của nhóm nhạc Hàn Quốc Super Junior. Bài hát và music video được phát hành trực tuyến tại Trung Quốc vào ngày 8 tháng 4 năm 2008, ngày ra mắt của Super Junior-M. Bài hát, kể cả lời rap, đều là bằng Tiếng Quan Thoại, khác hẳn với phiên bản tiếng Quan Thoại trước đó của Super Junior mà phần rap vẫn là bằng tiếng Hàn. Nội dung hai bài có ý nghĩa gần giống nhau nhưng phần lời lại khác hẳn.
Đây là một trong 12 ca khúc nằm trong album phòng thu đầu tay Me của Super Junior-M, được phát hành ngày 8 tháng 4 năm 2008 tại Trung Quốc và Hàn Quốc, và sau đó là tại các nước châu Á khác vào tháng 5 năm 2008. Super Junior-M đã thay đổi phiên bản "U" với âm thanh trầm sang hip hop và jazz. Bài hát cũng có thêm một đoạn nhạc bridges, với màn trình diễn violin solo của Henry (giống như trong bài Don't Don của Super Junior) và một đoạn dance bridge của Han Geng và Donghae, khiến cho phiên bản này dài hơn khoảng 1 phút so với bản gốc tiếng Hàn. Thành viên Yesung của Super Junior cũng xuất hiện với tư cách giọng hát bè giống như trong phiên bản tiếng Hàn của "U".
Vũ đạo cho "U" của Super Junior-M cũng thay đổi hoàn toàn so với phiên bản gốc, bao gồm nhiều phong cách nhảy khác nhau, ví dụ như những dạng khác nhau của Hip hop đường phố và nhảy jazz, tạo nên phong cách mới khác hẳn với phong cách của Super Junior. Trong music video có sự tham gia của Victoria, thành viên nhóm nhạc nữ f(x).

### Thành phần tham gia
- Han Geng – solo, điệp khúc, hát nền
- Siwon – solo, hát nền
- Donghae – solo, hát nền, rap
- Kyuhyun – solo, điệp khúc, hát nền
- Henry – solo, điệp khúc, hát nền, rap
- Ryeowook – solo, điệp khúc, hát nền
- Zhou Mi – solo, điệp khúc, hát nền, rap
- Yesung – Hát bè
- Yoo Young-jin – hát nền